# Kuckucksrüssler

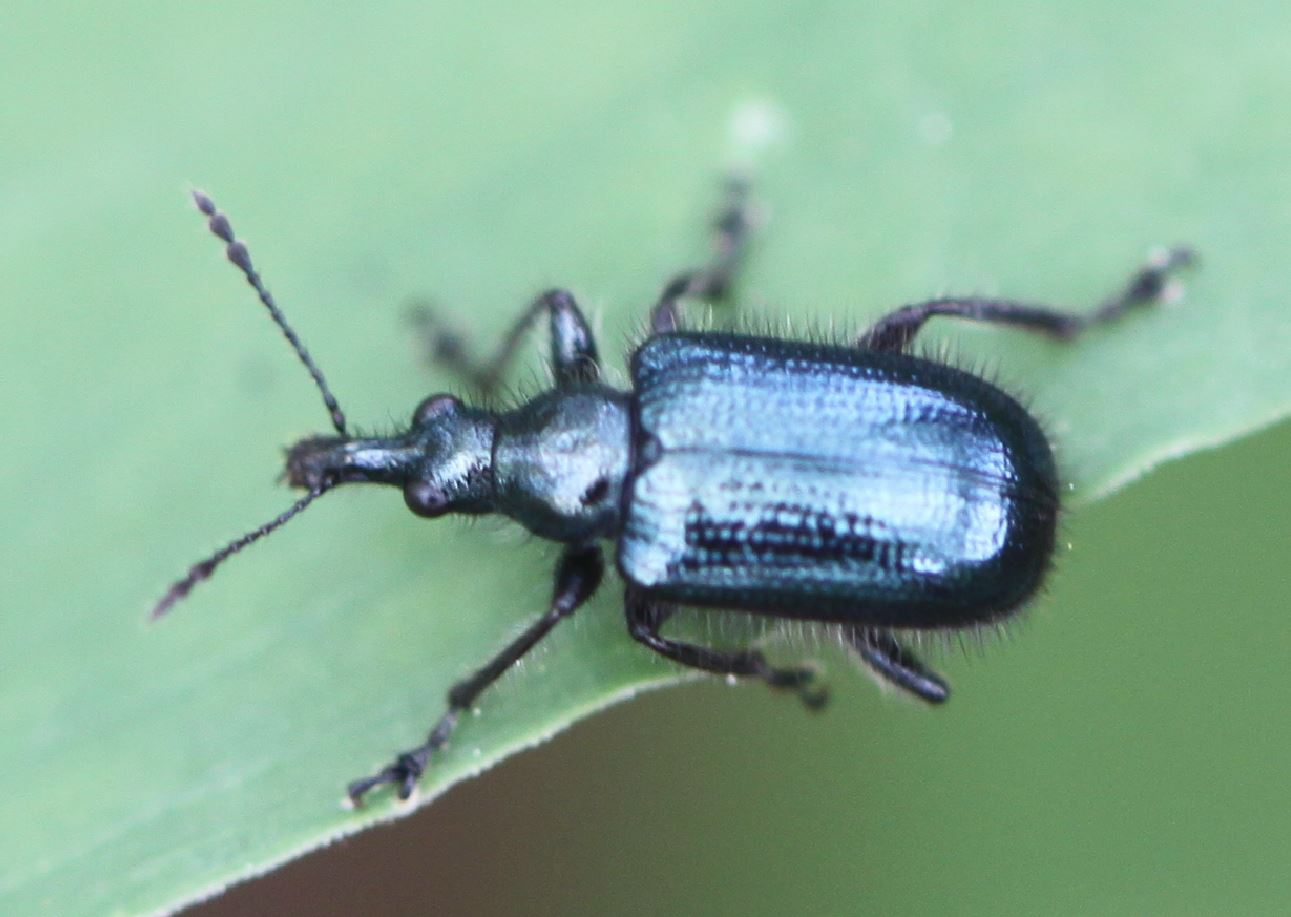
Lasiorhynchites cf. sericeus

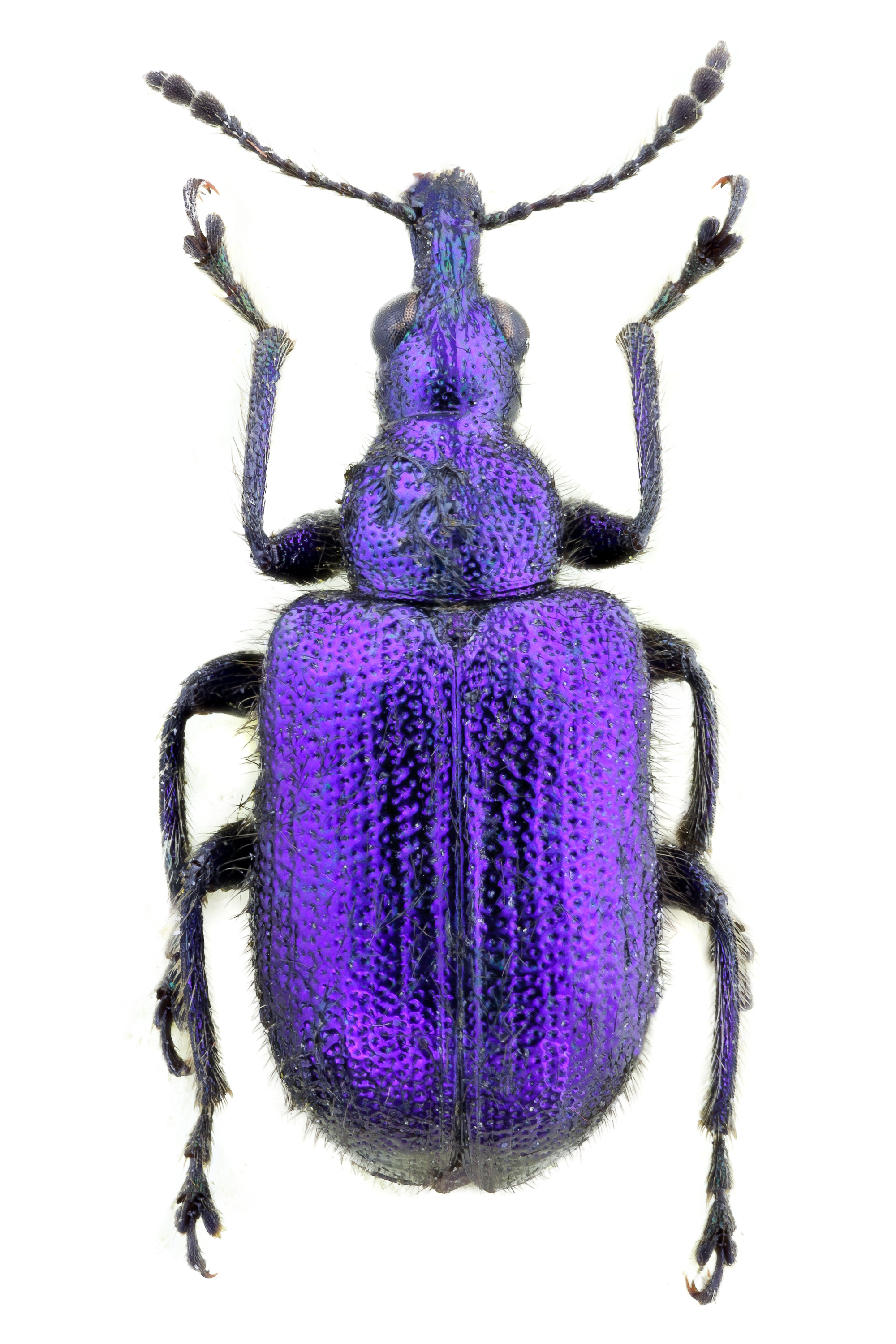
Präparat

Der Kuckucksrüssler (Lasiorhynchites sericeus) ist ein Käfer aus der Familie der Blattroller (Attelabidae) und gehört hier zur Unterfamilie der Triebstecher (Rhynchitinae).

## Merkmale
Die Käfer haben eine Körperlänge von ungefähr sechs Millimetern und haben einen lang abstehend behaarten Körper. Sie sind metallisch blau, violett oder grünblau gefärbt, wobei die Fühler und Beine metallisch schwarz sind. Ihr Rüssel (Rostrum) ist ebenso lang wie der Kopf und ist an der Vorderseite etwas breiter als hinten. An der Oberseite verlaufen von der Basis des Rüssels bis zur Fühlerwurzel drei Längsrippen. Der Kopf ist locker punktiert, die Schläfen sind merklich länger als die Facettenaugen. Der Halsschild ist dichter punktiert als der Kopf, die Punktreihen der Deckflügel reichen bis knapp an deren Ende. Die Zwischenräume zwischen den Punktreihen sind ebenfalls grob punktiert, was die Punktreihen undeutlich werden lässt. Die Art kann mit Lasiorhynchites cavifrons verwechselt werden, dessen Punktreihen auf den Deckflügeln jedoch nach hinten feiner werden und dessen Zwischenräume dazwischen auch feiner punktiert sind. Des Weiteren gibt es die sehr ähnliche Art Lasiorhynchites olivaceus, die gewöhnlich kleiner ist.

## Vorkommen und Lebensweise
Die Tiere kommen in fast ganz Europa, östlich bis nach Transkaukasien sowie in Algerien vor. Sie fehlen in Fennoskandien, die nördliche Verbreitungsgrenze verläuft durch Dänemark. Sie kommen auch auf den britischen Inseln vor. Die Imagines findet man von Mitte April bis Juli auf Eichen. Die Weibchen bauen selbst keine Wickel und legen ihre Eier in den Blattwickeln des Eichenblattrollers (Attelabus nitens) ab. Die Larven leben dort als Raumparasiten und ernähren sich gemeinsam mit der Wirtslarve vom Eichenblatt. Die Überwinterung erfolgt innerhalb des Wickels, die Verpuppung erfolgt im Frühjahr.

## Gefährdung
Die Art gilt in Deutschland als ungefährdet.

## Belege